# La Soif de la jeunesse
Pour plus de détails, voir Fiche technique et Distribution.
Pour l’article homonyme, voir Parrish.
La Soif de la jeunesse (Parrish) est un film américain réalisé par Delmer Daves, sorti en 1961.

## Fiche technique
- Titre : La Soif de la jeunesse
- Titre original : Parrish
- Réalisation : Delmer Daves
- Scénario : Delmer Daves d'après un roman de Mildred Savage
- Production : Delmer Daves
- Société de production : Warner Bros. Pictures
- Musique : Max Steiner
- Photographie : Harry Stradling Sr.
- Montage : Owen Marks
- Direction artistique : Leo K. Kuter
- Décorateur de plateau : William L. Kuehl
- Costumes : Howard Shoup
- Pays de production : États-Unis
- Langue : anglais
- Format : Couleur (Technicolor) - Son : Mono (RCA Sound Recording)
- Genre : Drame
- Durée : 138 minutes
- Dates de sortie : 
  - États-Unis 4 mai 1961
  - France 1er avril 1964

## Distribution
- Troy Donahue : Parrish McLean
- Claudette Colbert : Ellen McLean
- Karl Malden : Judd Raike
- Dean Jagger : Sala Post
- Connie Stevens : Lucy
- Diane McBain : Alison Post
- Sharon Hugueny : Paige Raike
- Dub Taylor : Teet Howie
- Hampton Fancher : Edgar Raike
- David Knapp : Wiley Raike
- Saundra Edwards : Evaline Raike
- Sylvia Miles : Eileen
- Bibi Osterwald : Rosie
- Madeleine Sherwood : Addie
- Hayden Rorke : Tom Weldon
- Edgar Stehli : Tully

Acteurs non crédités
- Frank Campanella : un contremaître
- Gertrude Flynn : Mlle Daly
- Vincent Gardenia : un figurant